# Cei Cinci de la Cambridge

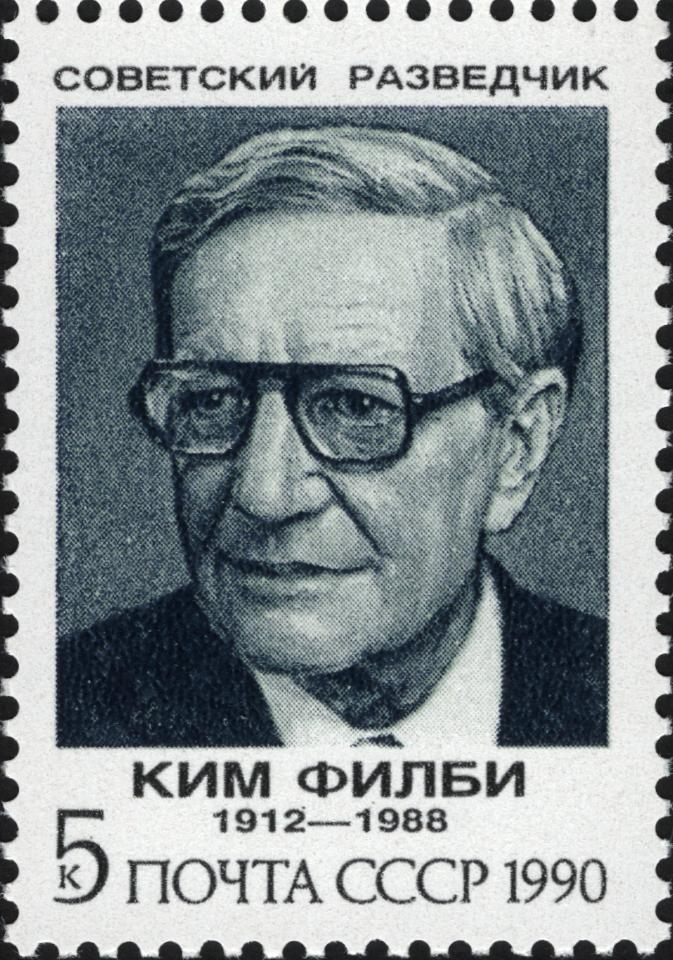
Kim Philby, timbru din URSS

Cei Cinci de la Cambridge au constituit un grup notoriu de spioni britanici care au fost recrutați de Uniunea Sovietică și au activat în perioada Războiului Rece. Cei cinci agenți au jucat un rol semnificativ în schimbul de informații sensibile între Regatul Unit și Uniunea Sovietică, având un impact major asupra echilibrului de putere dintre blocurile estic și vestic.
1. Kim Philby (1912–1988): Philby a fost un membru al serviciului de informații britanic MI6 și a avut acces la informații clasificate despre operațiunile de spionaj ale aliaților occidentali. A fost recrutat de Uniunea Sovietică în anii 1930 și a ajuns să ocupe poziții cheie în cadrul serviciilor secrete britanice. Dezvăluirile despre trădarea sa au apărut în 1963, când a fugit în Uniunea Sovietică pentru a evita arestarea.
2. Donald Maclean (1913–1983): Maclean a fost diplomat britanic și a avut acces la informații secrete în timpul și după Al Doilea Război Mondial. A fost și el recrutat de sovietici și a furnizat informații sensibile, inclusiv detalii despre programul nuclear britanic. Împreună cu Philby, a fugit în Uniunea Sovietică în 1951.
3. Guy Burgess (1911–1963): Burgess a fost un alt diplomat britanic și membru al MI6. A fost coleg cu Maclean la Cambridge și, împreună, au fost recrutați de sovietici. A dezertat împreună cu Maclean și s-a stabilit în Uniunea Sovietică.
4. Anthony Blunt (1907–1983): Blunt a fost istoric de artă și curator, dar și membru al MI5 și al Biroului de Informații al Armatei Britanice. A fost recrutat în timpul studiilor la Cambridge și a furnizat informații despre agenții britanici și americani. A fost expus public drept spion sovietic în 1979.
5. John Cairncross (1913–1995): Cairncross a fost economist și membru al serviciilor de informații britanice. A furnizat informații despre programele nucleare și alte chestiuni de securitate națională sovieticilor. A fost identificat în anii 1950, dar dezvăluirile publice despre implicarea sa au avut loc în 1990.

Activitățile acestor spioni au afectat în mod semnificativ securitatea națională a Regatului Unit și aliaților săi occidentali, iar dezvăluirile despre trădarea lor au avut consecințe durabile asupra încrederii în instituțiile de securitate și serviciile de informații britanice.
Dezvăluirile despre activitățile lor au fost făcute treptat, începând cu anii 1950 și continuând în decursul deceniilor care au urmat. Dezvăluirile au provocat un șoc în societatea britanică și au afectat încrederea în serviciile de informații. 

## În film și liteartură
Cazurile lor au fost subiectul unor investigații extinse și au fost adesea prezentate în literatură și filme care explorează aspectele trădării și spionajului în timpul Războiului Rece.
Unul din aceste filme este Another Country din 1984.